# 530 (numero)
Cinquecentotrenta (530) è il numero naturale dopo il 529 e prima del 531.

## Proprietà matematiche
- È un numero pari.
- È un numero composto con 8 divisori: 1, 2, 5, 10, 53, 106, 265, 530. Poiché la somma dei suoi divisori (escluso il numero stesso) è 442 < 530, è un numero difettivo.
- È un numero sfenico.
- È un numero intoccabile.
- È un numero palindromo nel sistema numerico esadecimale e nel sistema di numerazione posizionale a base 23 (101).
- È parte delle terne pitagoriche (46, 528, 530), (192, 494, 530), (280, 450, 530), (318, 424, 530), (530, 1272, 1378), (530, 2784, 2834), (530, 14040, 14050), (530, 70224, 70226).
- È un numero nontotiente (per cui la equazione φ(x) = n non ha soluzione).

## Astronomia
- 530 Turandot è un asteroide della fascia principale.
- NGC 530 è una galassia lenticolare della costellazione della Balena.

## Astronautica
- Cosmos 530 è un satellite artificiale russo.